# Anisodes celsa
Anisodes celsa är en fjärilsart som beskrevs av Louis Beethoven Prout 1926. Anisodes celsa ingår i släktet Anisodes och familjen mätare. Inga underarter finns listade i Catalogue of Life.